# Artemida (Attika)
Artemida (griechisch Αρτέμιδα ‚Artemis‘, auch Artemi Άρτεμη oder Artemis Άρτεμις) ist eine Kleinstadt in der griechischen Region Attika. Gelegentlich wird auch noch der alte, bis 1977 offizielle Name Loutsa (griechisch Λούτσα) verwendet. Der arvanitische Name Loutsa bedeutet ‚feucht‘ und zeigt, dass die Gegend früher größtenteils Sumpf war.
Bis 2010 war Artemida eine selbständige Gemeinde. Zum 1. Januar 2011 wurde sie mit der Nachbargemeinde Spata zur Gemeinde Spata-Artemida zusammengeschlossen, wo sie seither einen Gemeindebezirk bildet.

## Geographie

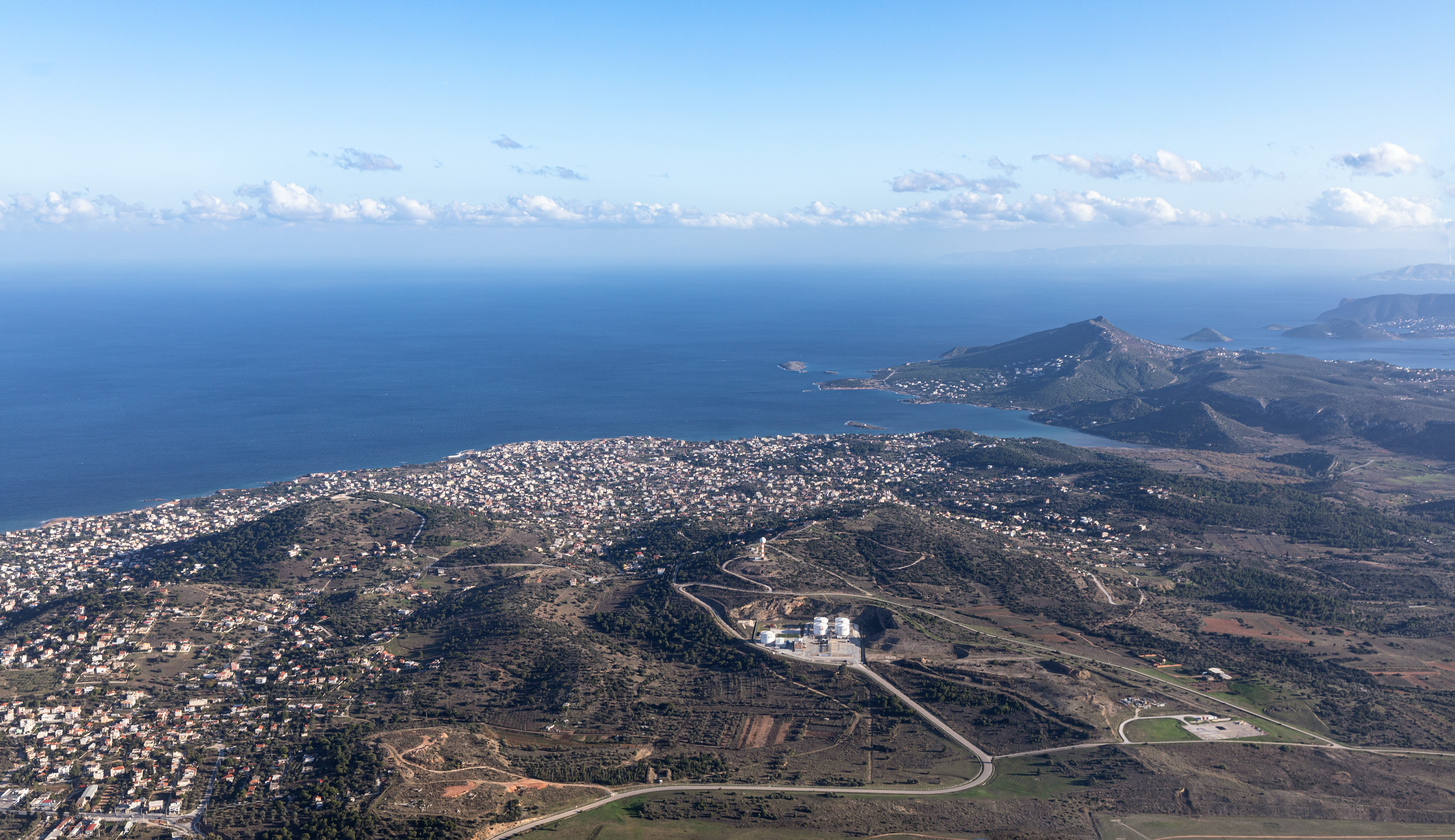
Artemida aus der Luft

Artemida liegt am Petalischen Golf und ist 25 km von Athen entfernt. Nördlich der Gemeinde schließt Rafina und südlich Porto Rafti an. Im Westen liegt der Flughafen Athen-Eleftherios Venizelos und die Gemeinde Spata. Artemida ist in 15 Bezirke geteilt. Diese sind unter anderen:
- Artemida (Zentrum)
- Agia Kiriaki (540 Einwohner)
- Agios Serafim (220 Einwohner)
- Velanidia (237 Einwohner)
- Neapoli (461 Einwohner)
- Vravrona (44 Einwohner)
- Poria (66 Einwohner).

## Geschichte

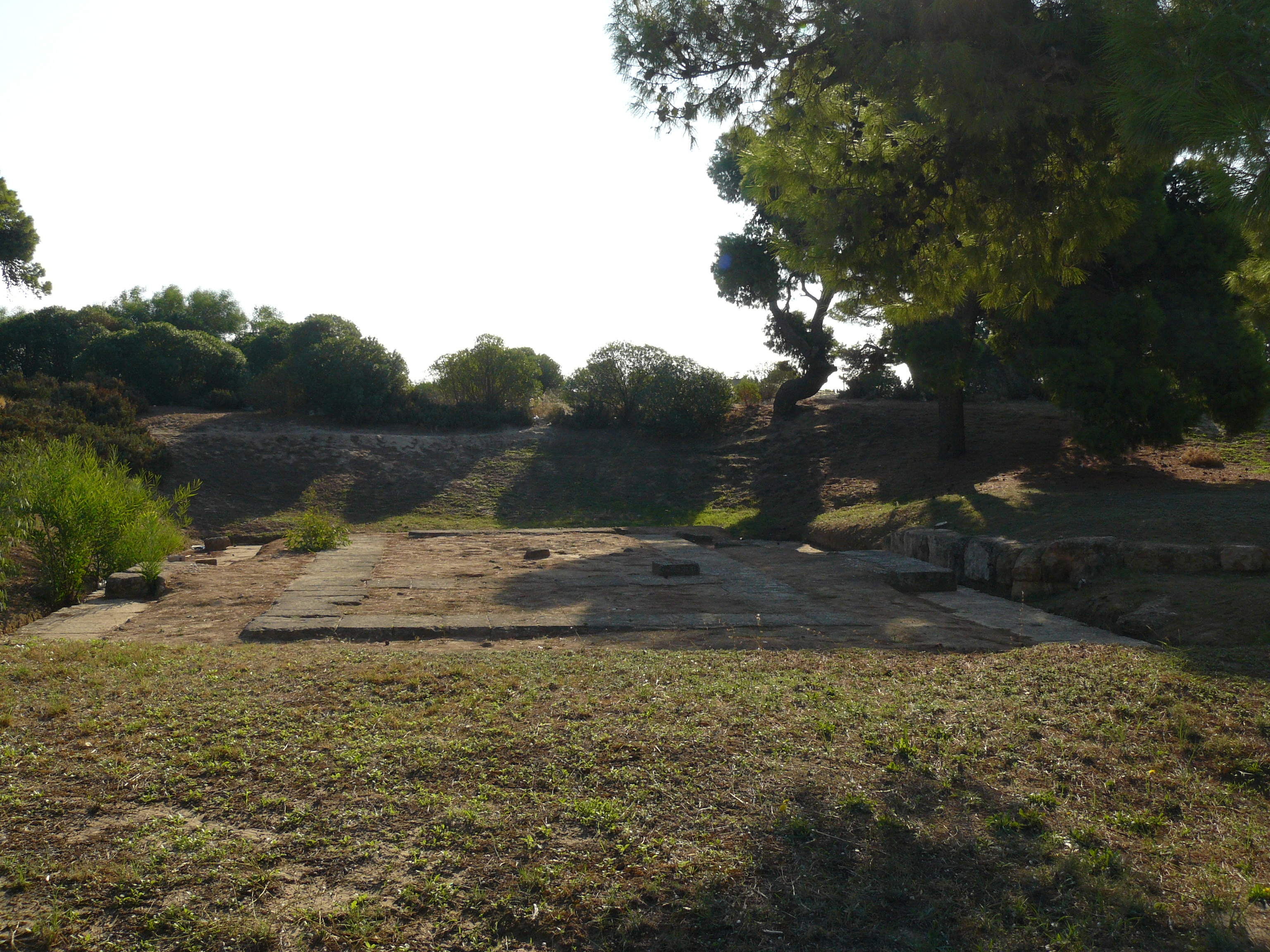
Tempel der Artemis Tauropolos in Artemida

In der Antike hieß Artemida Halai Araphenides (Alai Araphenides) und war, wie Araphen (das heutige Rafina), als Verwaltungseinheit der Küsten-Trittys der Phyle Aigeis zugeordnet. Der Name Halai lässt auf antike Salzgewinnung zurückschließen. In Halai Araphenides soll Orestes gelandet sein, nachdem er zusammen mit Iphigenie und Pylades aus dem Land der Taurer geflohen war. Er errichtete der taurischen Artemis (Artemis Tauropolos) einen Tempel und stiftete die mitgeführte hölzerne Götterstatue. Anstatt der Menschenopfer wie sie angeblich die Taurer Artemis darbrachten etablierte man hier nach Euripides den Brauch Menschenblut zu opfern, in dem man einem Mann mit dem Schwert einen Schnitt zufügte.
Die heute an der Küste von Artemida noch sichtbaren Grundmauern stammen von einem Peripteraltempel aus dem 4. Jahrh. v. Chr. des Artemisheiligtums. Er hatte eine Größe von 12 m auf 19 m mit 6 × 13 Säulen.